# Vincenzo Bichi
Vincenzo Bichi (ur. 2 lutego 1668 w Sienie, zm. 11 lutego 1750 w Rzymie) – włoski kardynał.

## Życiorys
Urodził się 2 lutego 1668 roku w Sienie, jako syn Metella Bichiego i Vittorii Piccolomini d’Aragoni. Studiował na La Sapienzy, gdzie uzyskał doktorat utroque iure. 26 kwietnia 1699 roku przyjął święcenia kapłańskie. 11 grudnia 1702 roku został tytularnym arcybiskupem Laodycei, a 27 grudnia przyjął sakrę. W latach 1703–1709 był nuncjuszem w Szwajcarii, a w okresie 1709–1720 – w Portugalii. 24 września 1731 roku został kreowany kardynałem prezbiterem i otrzymał kościół tytularny San Pietro in Montorio. Trzy lata później odmówił objęcia diecezji Montefiascone, a w latach 1739–1741 był kamerlingiem Kolegium Kardynałów. 23 września 1743 roku został podniesiony do rangi kardynała biskupa i otrzymał diecezję suburbikarną Sabina-Poggio Mirteto. Dwa lata później bezskutecznie usiłował zostać arcybiskupem Pizy. Zmarł 11 lutego 1750 roku w Rzymie.